# Promet Danske
Danski prometni sustav, cestovna i željeznička mreža, jako je dobro razvijen, a ne zaostaje ni razgranata mreža morskih putova uz izvrsne trajektne linije koje povezuju Dansku s važnijim skandidavskim i europskim lukama. Godine 1997. međusobno su povezani otoci Sjaelland i Fyn (most i podmorski tunel); Fyn je već ranije bio povezan s poluotokom Jyllandom. Danska raspolaže jakom ribarskom i trgovačkom mornaricom s osamdesetak dobro opremljenih luka. Najvažnija međunarodna zračna luka nalazi se uz Kopenhagen.